# Оулавюр Рагнар Грімссон
Заголовок цієї статті — це ісландське ім'я, де Оулавюр Рагнар — особове ім'я, а Грімссон — ім'я по батькові. 
Оулавюр Ра́ґнар Ґрі́мссон (ісл. Ólafur Ragnar Grímsson; ˈouːlavʏr ˈraknar ˈkrimsɔn; нар. 14 травня 1943, Ісафіордюр) — п'ятий за час існування Ісландської Республіки президент Ісландії (1996—2016).
1962 року закінчив гімназію в Рейк'явіку, а у 1966 році — Манчестерський університет за спеціальністю економіка і політологія.
Став першим в історії Ісландії президентом, який наклав вето на закон, прийнятий Альтингом — парламентом Ісландії.

## Біографія
Народився 14 травня 1943 в Ісафіордюрі, в сім'ї перукаря. Батько — Ґрімюр Крістгейрссон (ісл. Grimur Kristgeirsson), мати — Свангільдюр Оулафсдоуттір Г'яртар (ісл. Svanhildur Ólafsdóttir Hjartar).
В 1962 році закінчив гімназію у Рейк'явіку, після чого вирушив на навчання до Великої Британії, у Манчестерський університет, де в 1965 році здобув ступінь бакалавра економіки та політології. У 1970 році став першим ісландцем, який здобув ступінь доктора філософії в галузі політології.
В 1971–1988 роках — викладав в Університеті Ісландії.
З 1973 році був професором політології в Університеті Ісландії, служив членом Альтингу. У 1984 році був одним з трьох лівих інтелектуалів, які брали участь у дебатах з Мілтоном Фрідманом в Університеті Ісландії.

## Політичне життя
Політична кар'єра Оулавюра почалася в 1966, після вступу в ісландську молодіжну організацію «Прогресивної партії» .
В 1976 він став членом партії лівого спрямування «Народний союз», утвореної шляхом об'єднання Комуністичної партії Ісландії з лівими соціал-демократами. Перший депутатський мандат він отримав в 1978, а з 1980 по 1983 очолював парламентську фракцію «Народний союз».
В 1981–1984 роках — член Парламентської асамблеї Ради Європи.
У 1983—1987 — голова Виконавчого комітету, а в 1987–1995 роках — лідер партії «Народний союз».
Популярність принесли йому політичні передачі на радіо і телебаченні. Ставши одним із найбільш упізнаваних політиків у країні, на той момент голова партії «Народний союз», Оулавюр Раґнар Ґрімссон в 1988—1991 роках обіймав посаду Міністра фінансів в уряді Стейнгрімюра Германнссона. Займаючи цю посаду, він зумів добитися значного скорочення інфляції за що його почали називати «батьком економічної стабілізації».

## Президентство
26 червня 1996 Оулавюр Раґнар Ґрімссон був обраний п'ятим президентом Республіки Ісландія, вступив на посаду 1 серпня. На виборах він представляв партію «Народний союз». За нього проголосували 40,9 %виборців.
У серпні 2000 він автоматично залишився на наступний термін через відсутність інших кандидатів.
Ще через 4 роки, в 2004, йому за президентське крісло довелося поборотися, але і цього разу він виграв президентські перегони з результатом 67,5 % голосів і таким чином був обраний на третій термін.
2008 року ще раз залишився на наступний термін у зв'язку з відсутністю інших кандидатів. 2012 року був знову обраний Президентом вже на альтернативних виборах на 5-й термін.
У 2010 році став першим в історії Ісландії президентом, який наклав вето на закон, прийнятий Альтингом. Закон був прийнятий під тиском Великої Британії та Нідерландів і стосувався повернення з державного бюджету боргів приватних ісландських банків, які збанкрутували під час фінансової кризи 2008 року. Президент відмовився підписувати закон, і відповідно до статті 26 Конституції Ісландії виніс це питання на референдум. Як стверджував згодом Оулавюр Ґрімссон, Ісландії погрожували, що вона стане «північною Кубою», якщо вона не прийме умови. Але, на його думку, цей варіант кращий, ніж стати «північним Гаїті», що сталося б, якби вони прийняли умови МВФ.
Як президент Ісландії Оулавюр є гросмейстером ордена Ісландського сокола.
2002 року відвідав Росію з офіційним візитом, де був нагороджений орденом Святого рівноапостольного князя Володимира II ступеня Російської православної церкви.